# Palau Sant Jordi
A Palau Sant Jordi (katalán kiejtés:  [pəˈlaw ˈsaɲ ˈʒɔɾði]) fedett sportaréna és többcélú létesítmény, amely a spanyolországi Barcelonában (Katalónia) található Olimpiai Gyűrű komplexum része. Iszozaki Arata japán építész tervezte, és 1990-ben nyitották meg. Az aréna maximális befogadóképessége 17 960 ülőhely, ezáltal felavatása óta a legnagyobb befogadóképességű fedett aréna Spanyolországban. A 3000 férőhelyes Sant Jordi Club a főépület mögött található.
A Palau Sant Jordi volt az 1992-es nyári olimpiai játékok egyik fő helyszíne, ahol a torna, a kézilabda és a röplabda versenyszámokat rendezték. Ma már számos beltéri sporteseményre, valamint koncertekre és egyéb kulturális rendezvényekre használják, nagyfokú rugalmasságának köszönhetően.

## Sportesemények

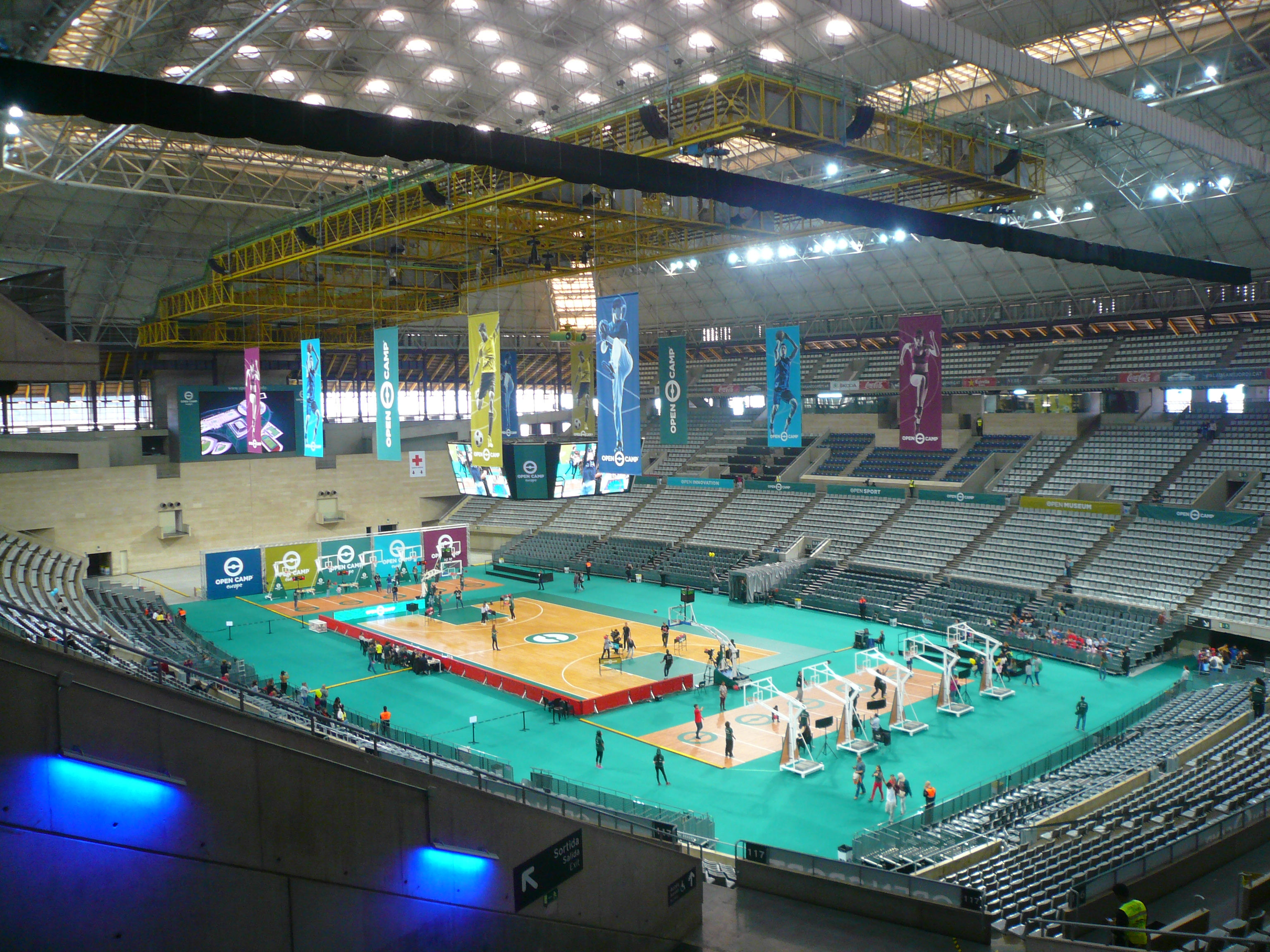
Az aréna a Festa dels Súpers alatt

Az aréna volt a helyszíne az 1995-ös fedett pályás atlétikai világbajnokságnak.
Három Euroliga négyes döntőnek adott otthont. A negyeddöntőktől kezdve az EuroBasketnek és a Copa del Rey-nek is otthont adott.
A Davis-kupa döntője volt a 89. alkalommal megrendezett, a nemzetek közötti legfontosabb férfi tenisztorna. Spanyolország december 8-10-én a Palau Sant Jordiban legyőzte Ausztráliát, ezzel Spanyolország megszerezte első bajnoki címét. Ugyancsak az aréna adott otthont a Davis-kupa döntőjének Spanyolország és Csehország között, amelyet 5-0-s győzelemmel a spanyolok nyertek.
A Palau Sant Jordi volt a 2003-as úszó-világbajnokság fő helyszíne. Az alkalomra egy ideiglenes, szabályozható úszómedencét állítottak fel. Ugyanezt a szerepet töltötte be a 2013-as úszó-világbajnokságon is, hiszen 10 év után ismét Barcelona városa adott otthont a bajnokságnak.
Egyike volt annak a hat helyszínnek, amely a 2013-as férfi kézilabda-világbajnokságnak adott otthont, beleértve a döntőt is. Szintén egyike volt a hat helyszínnek, amely a 2014-es férfi kosárlabda-világbajnokságnak adott otthont Spanyolországban.
Október 5-én az aréna adott otthont egy NBA-előszezonbeli mérkőzésnek az Oklahoma City Thunder és a helyi FC Barcelona Regal csapata között.
Ez az aréna adott otthont 2025. március 14-én a profi pankrációs WWE Friday Night SmackDown televíziós eseményének. Ez volt az első WWE-műsor, amelyet élőben közvetítettek ebben az arénában.
A 2028-as férfi kézilabda Európa-bajnokság mérkőzéseinek fog otthont adni.

## Koncertek
| #  | Előadó(k)          | Koncertek száma | Év(ek)                                                     |
| -- | ------------------ | --------------- | ---------------------------------------------------------- |
| 1  | Alejandro Sanz     | 16              | 1998, 2001, 2004, 2007, 2010, 2013, 2015, 2016, 2023       |
| 2  | David Bisbal       | 14              | 2002, 2004, 2013, 2014, 2016, 2017, 2018, 2021, 2024, 2025 |
| 2  | Joaquín Sabina     | 14              | 2000, 2006, 2009, 2010, 2014, 2015, 2017, 2020, 2023, 2025 |
| 3  | Dani Martín        | 12              | 2004, 2005, 2006, 2008, 2009, 2018, 2021, 2022, 2026       |
| 3  | Melendi            | 12              | 2013, 2015, 2017, 2018, 2022, 2023, 2024                   |
| 4  | Depeche Mode       | 11              | 1990, 1993, 1998, 2001, 2006, 2009, 2014, 2017, 2024       |
| 4  | Fito & Fitipaldis  | 11              | 2005, 2006, 2007, 2009, 2014, 2015, 2018, 2022             |
| 5  | Estopa             | 10              | 2005, 2004, 2006, 2008, 2012, 2015, 2016, 2019, 2024       |
| 5  | Pablo Alborán      | 10              | 2013, 2015, 2018, 2023                                     |
| 6  | Aitana             | 9               | 2018, 2019, 2021, 2022, 2023                               |
| 6  | Luis Miguel        | 9               | 1998, 1999, 2002, 2004, 2007, 2018, 2024                   |
| 7  | Eros Ramazzotti    | 8               | 1990, 1991, 2004, 2010, 2013, 2016, 2019, 2023             |
| 7  | Lady Gaga          | 8               | 2010, 2012, 2014, 2018, 2025                               |
| 7  | Madonna            | 8               | 2001, 2012, 2015, 2023                                     |
| 8  | Elton John         | 7               | 1993, 2003, 2009, 2014, 2017, 2023                         |
| 8  | Miguel Bosé        | 7               | 1990, 2000, 2005, 2010, 2012, 2015, 2025                   |
| 8  | Raphael            | 7               | 2009, 2017, 2018, 2019, 2021, 2023, 2025                   |
| 8  | Roger Waters       | 7               | 2002, 2007, 2011, 2018, 2023                               |
| 8  | U2                 | 7               | 1992, 2001, 2015                                           |
| 9  | Juan Luis Guerra   | 6               | 1993, 2008, 2015, 2019, 2023                               |
| 9  | Shakira            | 6               | 1997, 2002, 2006, 2010, 2018                               |
| 10 | Hombres G          | 5               | 2003, 2005, 2009, 2015, 2023                               |
| 10 | Joan Manuel Serrat | 5               | 2003, 2020, 2022                                           |
| 10 | Laura Pausini      | 5               | 1997, 2009, 2012, 2018, 2024                               |
| 10 | Manuel Carrasco    | 5               | 2016, 2019, 2022, 2023, 2025                               |
| 10 | Sopa de Cabra      | 5               | 1991, 2011, 2022                                           |
| 10 | Violetta           | 5               | 2013, 2015                                                 |

## Külső linkek
- Hivatalos weboldal